# 박주천
박주천(朴柱千, 1941년 7월 1일~2006년 12월 2일)은 대한민국의 기업인, 정치인이다. 제14·15·16대 국회의원을 역임했다.

## 생애
충청남도 논산군(현재의 논산시) 출신이며 본관은 밀양이다. 강경중학교를 졸업하고 가족들과 함께 서울로 이주했다. 경기고등학교, 서울대학교 공과대학을 졸업한 다음에 의류 기업인 주식회사 이신우의 대표 이사를 역임했다. 1970년대에 통일주체국민회의 대의원을 역임했고 1980년에 민주정의당에 입당하면서 정계에 입문했다. 그 외에 대한빙상경기연맹 부회장, 범민족올림픽추진위원회 마포구협의회장, 전국생활체육축구연합회장, 대한노인회 자문위원 등을 역임했다.
1988년에 실시된 대한민국 제13대 국회의원 선거에서 서울 마포구 을 민주정의당 후보에 출마했으나 강신옥 통일민주당 후보에 패배하여 낙선했다. 1992년에 실시된 대한민국 제14대 국회의원 선거에서 민주자유당 서울 마포구 을 후보로 출마하여 당선되었으며 제14대 국회에서 우루과이 라운드 특별위원회, 삼풍백화점 붕괴 사건 조사 특별위원회 위원을 역임했다.
1996년에 실시된 대한민국 제15대 국회의원 선거에서 서울 마포구 을 신한국당 후보로 출마하여 당선되었고 1997년에는 국회 한보 사건 국정 조사 특별위원회를 역임했다. 1999년 8월 16일에는 한나라당 사무부총장으로 임명되었고 2000년에 실시된 대한민국 제16대 국회의원 선거에서는 황수관 새천년민주당 후보를 누르고 당선되었다. 2000년부터 2002년까지 대한민국 제16대 국회 정무위원장을 역임했다.
2003년 7월 1일에는 한나라당 사무총장으로 임명되었으나 국회 정무위원장으로 재직 중이던 2000년 9월에 정몽헌 현대아산 회장을 국회 국정감사 증인 명단에서 제외시켜 달라는 청탁을 받고 뇌물을 받은 사실이 검찰의 조사 과정에서 확인되었고 2003년 12월 5일에 법정 구속되었다. 2004년 3월 28일에는 한나라당을 탈당하고 대한민국 제17대 국회의원 선거에서 무소속으로 출마한다고 선언했으나 4월 7일에 사퇴했다. 2004년 8월 20일에는 서울고등법원으로부터 징역 5년, 추징금 5,000만 원을 선고받았다. 2005년 5월에 지병인 특발성 폐경화증 악화, 무릎 수술 후유증으로 인하여 형집행정지 처분을 받고 출소했으며 2006년 12월 2일에 향년 65세를 일기로 사망했다.

## 학력
- 강경중학교 졸업
- 경기고등학교 졸업
- 서울대학교 공과대학 공학 학사

## 역대 선거 결과
|  | 12.37% |

|  | 24.21% |

|  | 26.70% |

|  | 42.51% |

|  | 36.35% |

|  | 46.20% |

|  | 0.00% |

## 소속 정당
| 소속 정당 | 소속 정당  | 소속 기간 | 비고                |
| --------- | ---------- | --------- | ------------------- |
|           | 무소속     | 1972~1981 | 정계 입문           |
|           | 민주정의당 | 1981~1990 | 창당                |
|           | 민주자유당 | 1990~1995 | 합당                |
|           | 신한국당   | 1995~1997 | 당명 변경           |
|           | 한나라당   | 1997~2004 | 합당                |
|           | 무소속     | 2004~2006 | 탈당 정계 은퇴 사망 |

## 같이 보기
- 마포구 을
- 서울 마포구의 국회의원